# Petgölen
Petgölen är en sjö i Hultsfreds kommun i Småland och ingår i Marströmmens huvudavrinningsområde.